# TTC Grün-Weiß Staffel
TTC Grün-Weiß Staffel ist ein Tischtennisverein aus Limburg-Staffel (Hessen). Der Verein wurde 1953 gegründet und gehört zu den traditionsreichsten Tischtennisvereinen Hessens. Bekannt wurde er durch seine Damen- und Herrenmannschaften, die mehrfach in der 2. Bundesliga spielten, sowie durch seine erfolgreiche Jugendarbeit, die zweimal mit dem „Grünen Band für vorbildliche Talentförderung“ ausgezeichnet wurde.

## Geschichte
Der TTC Grün-Weiß Staffel wurde am 17. Januar 1953 gegründet und noch im selben Jahr in das Vereinsregister eingetragen. Unter den frühen Spielern ragte Fredi Richter hervor, der mehrfacher Hessenmeister und Hessenauswahlspieler wurde. Schon in den 1960er-Jahren feierte der Verein erste große Erfolge im Nachwuchsbereich und richtete ab 1968 das bis heute bestehende Osterturnier aus, das sich zu einem der größten Tischtennisturniere Deutschlands entwickelte.
In den 1970er-Jahren etablierte sich der TTC als Jugendhochburg in Hessen. Herausragend war Anke Olschewski, die Bundesranglistensiegerin, Nationalspielerin und Medaillengewinnerin bei der Jugend-Europameisterschaft wurde. Parallel feierten auch die Herrenmannschaften große Erfolge und stiegen bis in die Regionalliga auf.

## Bundesliga-Ära
Die 1. Herrenmannschaft stieg 1981 erstmals in die 2. Bundesliga auf und hielt sich dort drei Jahre. In dieser Zeit spielte auch der spätere ITTF- und DOSB-Präsident Thomas Weikert für den TTC. Auch in der Saison 1994/95 gelang sowohl der Damen- als auch der Herrenmannschaft erneut der Aufstieg in die 2. Bundesliga. Für den Verein traten in dieser Phase unter anderem internationale Spieler wie der polnische Nationalspieler Lucjan Błaszczyk an. Ende der 1990er-Jahre zog sich der TTC Staffel aus finanziellen Gründen aus dem bezahlten Leistungssport zurück. Es folgten einige Jahre in verschiedenen hessischen Spielklassen.
Nach einigen Jahren in den Regionalligen stieg die 1. Damenmannschaft 2018/19 dann wieder in die 2. Bundesliga auf. Bestandteil der Mannschaft waren unter anderem Wenling Tan Monfardini (ehemals Nummer 22 der Weltrangliste) sowie ihre Tochter Gaia Monfardini (Top 100 der Weltrangliste). In der darauffolgenden Spielzeit belegte das Team den fünften Platz, zog sich jedoch anschließend in die 3. Bundesliga zurück. In dieser Zeit bestritt auch Josi Neumann ihre ersten Einsätze in der 3. Bundesliga. Nach der Covid-19-Pandemie folgte 2021 noch einmal der Aufstieg in die 2. Bundesliga, bevor sich die Damenmannschaft dauerhaft in die Regionalliga zurückzog.

## Jugendarbeit
Der TTC war über Jahrzehnte für seine Nachwuchsarbeit bekannt. 1989/90 erhielt der Verein erstmals das „Grüne Band für vorbildliche Talentförderung“, 1997 als erster Tischtennisverein in Deutschland ein zweites Mal. Zahlreiche Spielerinnen und Spieler gewannen Hessen- und Südwestmeisterschaften, einzelne auch Medaillen bei Deutschen Meisterschaften.
Seit Ende der Covid-19-Pandemie rückt die Nachwuchsförderung wieder stärker in den Vordergrund. Zu den jüngsten Erfolgen zählt Milo Weyand, der 2023 den 2. Platz bei den Bundesminimeisterschaften erreichte.

## Osterturnier
Seit 1968 richtet der TTC das Internationale Osterturnier aus, das zu den größten und traditionsreichsten offenen Turnieren in Deutschland gehört. In Spitzenjahren verzeichnete es über 1.000 Meldungen. 1993, zum 40-jährigen Jubiläum, traten dort Weltklassespieler wie Jan-Ove Waldner, Jörgen Persson, Andrzej Grubba und Jörg Roßkopf auf.

## Erfolge (Auswahl)
- Aufstieg der Herren in die 2. Bundesliga 1981 und 1995
- Aufstieg der Damen in die 2. Bundesliga 1995 und 2018/19[4]
- Zwei Auszeichnungen mit dem „Grünen Band für vorbildliche Talentförderung“ (1990, 1997)
- Mehrere Hessen- und Südwestmeisterschaften im Nachwuchs- und Seniorenbereich
- Etablierung des Internationalen Osterturniers als eines der größten Tischtennisturniere Deutschlands

## Bekannte Spielerinnen und Spieler
- Fredi Richter – mehrfacher Hessenmeister und Hessenauswahlspieler
- Anke Olschewski – Bundesranglistensiegerin, Nationalspielerin, Medaillengewinnerin bei Jugend-Europameisterschaften
- Thomas Weikert – später Präsident des DTTB und der ITTF, spielte in der 2. Bundesliga für Staffel
- Lucjan Błaszczyk – polnischer Nationalspieler, Weltranglisten-Top-50, 1995–1997 beim TTC Staffel[5]
- Wenling Tan Monfardini – italienische Nationalspielerin, ehemalige Nr. 22 der Weltrangliste
- Gaia Monfardini – italienische Nationalspielerin, Top 100 der Weltrangliste
- Josi Neumann – Bundesligaspielerin, spielte mehrere Jahre für den TTC Staffel[6]